# Shekhan
Shekhan är ett distrikt i Irak.   Det ligger i provinsen Ninawa, i den norra delen av landet, 400 km norr om huvudstaden Bagdad. Antalet invånare är 90 590. Arean är 1 259 kvadratkilometer.